# Carl Ernst August Weihe
Carl Ernst August Weihe (* 30. Januar 1779 bei Mennighüffen; † 27. Januar 1834 in Herford) war ein deutscher Humanmediziner, Homöopath und Botaniker. Sein offizielles botanisches Autorenkürzel lautet „Weihe“.

## Leben
Sein Großvater Friedrich August Weihe wurde 1721 in Hordorf geboren, nahm als Feldprediger am Zweiten Schlesischen Krieg teil und wirkte von 1751 bis 1771 als pietistischer Pfarrer, Liederdichter in Gohfeld sowie als ein Vorläufer der Erweckungsbewegung im Raum Minden-Ravensberg. Der Vater Carl Justus Friedrich Weihe (1752–1829) wirkte als Pastor in Mennighüffen.
Carl Ernst August Weihe schloss in Bielefeld die Apothekerlehre ab und studierte Medizin an der Martin-Luther-Universität Halle-Wittenberg in Halle, wo er im Jahr 1802 zum Doktor der Medizin promoviert wurde. Er war ein praktizierender Arzt in Lüttringhausen, Bünde und schließlich in seinem Heimatort Mennighüffen, wo er auf dem Land seines Vaters einen kleinen botanischen Garten errichtete. Weihe lernte beim Samuel Hahnemann und wurde erster Homöopath in Westfalen. Im Jahr 1820 wurde er zum Mitglied der Deutschen Akademie der Naturforscher Leopoldina gewählt. Im Jahr 1822 zog er nach Herford um. Er heilte 1828 Clemens von Bönninghausen von einer Schwindsucht.
Er nahm rund 160 Erstbeschreibungen neuer Pflanzenarten vor und war ein Spezialist für die Gattung Rubus. Sein Herbarium befindet sich in der Universität Münster.
Der Enkel August Weihe (1840–1896) war ein Humanmediziner sowie Homöopath. Nach ihm sind die „Weihesche Druckpunkte“ und das August-Weihe-Institut für homöopathische Medizin e. V. in Detmold benannt.

## Dedikationsnamen
Nach Weihe ist die Pflanzengattung Weihea Spreng. aus der Familie der Rhizophoraceae benannt.
Ihm zu Ehren benannte auch Alexandre Louis Simon Lejeune das Taxon Rubus weihei Lej. Weitere Dedikationsnamen sind:
- Rubus weiheanus Köhler
- Rubus weihei Köhler
- Rubus weiheanus Focke ex Gremli
- Rubus weiheanus Ripert ex Genevier

## Erstbeschreibungen (Auswahl)
- Rubus apiculatus
- Rubus argenteus
- Rubus bellardii
- Rubus carpinifolius
- Rubus cinerasceus
- Rubus cordifolius
- Rubus fastigiatus
- Rubus ferox
- Rubus grabowskii
- Rubus guentheri
- Rubus koehleri
- Rubus macrophyllus
- Rubus pallius
- Rubus plicatus
- Rubus × pseudidaeus
- Rubus radula
- Rubus rudis
- Rubus schlechteri
- Rubus silvaticus
- Rubus sprengelii
- Rubus vestitus
- Rubus vulgaris

## Schriften
- mit Christian Gottfried Nees von Esenbeck: Rubi Germanici descripti et illustrati, 1822 bis 1827 google books